# جنبش دموکراتیک ترکمن
جنبش دموکراتیک ترکمن (به ترکی استانبولی: Türkmen Demokratik Hareketi) یک جنبش سیاسی در عراق به رهبری نورالدین نجم‌الدین که نمایندگی مردم ترکمن عراق و از شاخه‌های حزب کردستان عراق می‌باشند. تشکیل دهندگان این حزب از اعضای سابق جبهه ترکمن‌های عراق در سال ۲۰۰۴ میلادی به‌وجود آمد. این حزب از مخالفان دخالت ترکیه در امور داخلی ترکمن‌های عراق می‌باشد.
جنبش دموکراتیک ترکمن به دلیل حمایت از انتقال منطقه نفت‌خیز کرکوک به دولت کردستان عراق از پشتیبانی و حمایت کُردها برخوردار بوده و در پارلمان میهنی کردستان سه کرسی اختصاصی دارد.